# لاکتول
لاکتول در شیمی آلی عبارت است از ترکیب حلقوی معادل با یک همی استال یا همی کتال. این ترکیب با واکنش افزایشی هسته‌دوستی یک گروه هیدروکسیل با یک گروه کربونیل آلدهید یا کتون تشکیل می‌شود.
لاکتول بیشتر به شکل یک تعادل‌های شیمیایی مخلوط با هیدروکسی آلدهید متناظر دیده می‌شود. بسته به بزرگی حلقه یا اثرات صورت‌بندی تعادل می‌تواند به سمت هر دو جهت تعادل متمایل باشد.
گروه عاملی لاکتول در طبیعت به فراوانی دیده می‌شود و جزئی از شکرهای آلدوز است.

## واکنش‌ها
لاکتول‌ها می‌توانند در بسیاری واکنش‌های شیمیایی شرکت کنند از جمله:
- واکنشی اکسایشی برای تشکیل لاکتون
- واکنش با الکل برای تشکیل استال
  - واکنش شکرها با الکل‌ها یا دیگر هسته‌دوست‌ها منجر به تشکیل گلیکوزید می‌شود.
- واکنش کاهشی برای تشکیل اتر حلقوی